# Лагадинова, Елена
Елена Атанасова Лагадинова (9 мая 1930 — 29 октября 2017) — болгарская учёная (агроном, генный инженер), партизанка и политическая деятельница коммунистического толка.
Во время Второй мировой войны считалась самой молодой партизанкой, сражавшейся против болгарской монархии и её союзников из режимов Оси. Получив докторскую степень в области агробиологии, занималась научными исследованиями, прежде чем возглавить Комитет болгарских женщин и стать секретарём Отечественного фронта в 1968 году. На этих постах продвигала защиту социальных и трудовых прав женщин как на национальном, так и на международном уровне (Лагадинова возглавляла болгарскую делегацию на Первой Всемирной конференции ООН по положению женщин в 1975 году).

## Биография
Лагадинова родилась в 1930 году в городке Разлог (Болгария). Потеряла мать в возрасте четырех лет, так что воспитанием её и двух братьев занимался отец, бывший сторонником Болгарской коммунистической партии. Остальные члены семьи также прониклись этими убеждениями, и старший брат Елены в 18 лет бежал в Советский Союз, чтобы продолжить работу в Коммунистическом Интернационале. Во время Второй мировой вся семья Лагадиновых боролась с фашизмом, так как Болгарское царство было в союзе с нацистской Германией и её сателлитами.
Таким образом, Елена включилась в Движение Сопротивления с 11-летнего возраста, помогая обеспечивать необходимым близлежащие деревни во время войны и скрывать партизанскую деятельность отца. Непосредственно к вооружённой борьбе 14-летняя Лагадинова присоединилась как связная партизан после того, как ее дом сожгли жандармы летом 1944 года. К этому моменту направленная правительством в Разлог жандармерия активно подавляла подполье; так, брат Елены Асен Лагалинов был схвачен и обезглавлен.
Во время войны Елена получила прозвище «Амазонка», и её образ как юной партизанки стал использоваться пропагандой как пример для молодёжи.
После победы Антигитлеровской коалиции в 1945 году Лагадинова была отправлена в Советский Союз на учёбу в Сельскохозяйственную академию им. К. А. Тимирязева в Москве. Затем она также занималась в лабораториях Англии, Швейцарии, Швеции. Как дипломированный агробиолог и генетик она с 1953 по 1967 год работала в Институте генетики и селекции при Болгарской академии наук и в Академии сельскохозяйственных наук, в частности, над новым сортом гибридного злака тритикале, за что была отмечена болгарским правительством Орденом Кирилла и Мефодия в 1959 году.

## Национальная и международная политика
Член БКП с 1955 года, в конце 1960-х Лагадинова, недовольная партийно-политическим вмешательством в научную работу, обратилась к Л. И. Брежневу с письмом, в котором сетовала на отсутствие должных знаний у партийных кадров. Обращение было перехвачено генсеком БКП Тодором Живковым, в ответ побудившим её принять руководящие посты сперва в Национальном совете в 1967 году, а затем в Отечественном фронте и Комитете болгарских женщин с 1968 года.
В 1966—1971 годах Лагадинова — кандидат в члены ЦК БКП, в 1971—1990 годах его член. В практически полностью мужском Политбюро при Тодоре Живкове она работала над ростом качества жизни болгарских женщин, предлагая законодательство по улучшению условий женского труда, поощряя декретные отпуска и развивая сеть детских дошкольных учреждений, а также препятствуя запрету абортов, который в те годы практиковался в соседней Румынии Чаушеску и предлагался и болгарскими функционерами: стремясь пополнить рабочую силу, Болгария к 1965 году достигла высочайшего в мире процента в ней женщин, что вызывало опасения насчёт падения рождаемости.
Однако Лагадинова при участии службы статистики и ведущего журнала для женщин собрала в 1969 году ответы 16 тысяч респонденток, чей опрос указал на готовность большинства из них заводить больше детей, если государство обеспечит для этого материальные условия, вроде ясель, детсадов и декретов. К 1975 году болгаркам обещали 120-дневный декретный отпуск, плюс шесть месяцев дополнительного отпуска, оплачиваемого на уровне минимальной зарплаты, и было начато строительство тысяч новых детских садов. Лагадинова считала, что поскольку свободный рынок дискриминирует тех, кто вынашивает и рожает детей, то только государственное участие способно поддержать женщин в их двойной роли работниц и матерей.
Лагадинова также стала видной фигурой в глобальном женском движении, прежде всего в прокоммунистической Международной демократической федерации женщин и более широко в ООН, работая с разными группами во время Международного года женщин ООН в 1975 году. Она была центральной докладчицей на третьей всемирной конференции ООН по положению женщин в Найроби в 1985 году и вошла в Институт ООН по обучению женщин (1985—1988). Она внесла свой вклад в продвижение коалицией женских организаций идеи декретных отпусков, которые в итоге стали гарантироваться всеми странами мира, кроме Либерии, Папуа-Новой Гвинеи, США и Суринама.
После падения коммунистического режима удалилась из публичной жизни и скончалась во сне 29 октября 2017 года. История Лагадиновой была популяризована в статьях и книгах Кристен Годси, бравшей у неё интервью.